# گاخواسان
گاخواسان (به لاتین: Gakhwasan) یک کوه در کره جنوبی است که در Gyeongsangbuk-do, South Korea واقع شده‌است. گاخواسان ۱٬۱۱۷ متر بالاتر از سطح دریا واقع شده‌است.